# 宇都宮孝明
宇都宮 孝明（うつのみや たかあき、1970年10月7日 - ）は、日本のテレビドラマ・映画プロデューサー。愛知県出身、血液型はA型、東映所属。

## 経歴
1993年に東映入社、商品化権営業部に配属される。約8年後にテレビ企画営業部へ異動し、東映特撮作品のプロデュースに従事する。
2002年に『忍風戦隊ハリケンジャー』よりプロデューサー補、2003年より『仮面ライダー555』にてプロデューサーに昇格。日笠淳、塚田英明、白倉伸一郎、武部直美といったプロデューサーの下、スーパー戦隊シリーズ、仮面ライダーシリーズ問わずサブプロデューサーを務める。
2009年、『侍戦隊シンケンジャー』にて自身初となる連続テレビドラマのチーフプロデューサーに就任。
2019年からは、テレビ企画営業部から別の部署へ異動したことを『魔進戦隊キラメイジャーVSリュウソウジャー』のcinemas PLUSインタビュー記事にて明かされており、以後は東映特撮作品に関っていない。

## 作風
自身がチーフプロデューサーを務めた初の作品となる『侍戦隊シンケンジャー』では、アフレコ撮影と16mmフィルムによる撮影を廃止し、新たな撮影法式として「レッド・ワン」を導入したほか、『仮面ライダーウィザード』では、アーノルド&リヒター社のALEXAを導入した。
二度目にチーフプロデューサーを務めた『海賊戦隊ゴーカイジャー』では、海賊というシリーズ史上初のモチーフを選んでいる。これに関しては「最初はもうちょっとおとなしめの、普通っていうと言い方が悪いですが、もっとノーマルな戦隊を考えていました。それで脚本を荒川稔久さんに依頼したところ、『34戦隊がとにかく派手だから、現役の戦隊が地味なんじゃない？』と言われ、35作品記念で大変だから開き直って海賊を選びました」とコメントしている。
自身が仮面ライダーシリーズにて初めてチーフプロデューサーを担当した『仮面ライダーウィザード』できだつよしをメインライターに抜擢した理由として、「『クウガ』や『響鬼』を担当したきださんと自分が組んだら、それらとはまた違う味が出るのではという興味心があったから」だと述べている。

## 主な作品

### テレビドラマ
- スーパー戦隊シリーズ
  - 忍風戦隊ハリケンジャー（2002年 - 2003年） - プロデューサー補 [8]
  - 魔法戦隊マジレンジャー（2005年 - 2006年） - プロデュース
  - 轟轟戦隊ボウケンジャー（2006年 - 2007年） - プロデュース
  - 獣拳戦隊ゲキレンジャー（2007年 - 2008年） - プロデュース
  - 侍戦隊シンケンジャー（2009年 - 2010年） - チーフプロデューサー
  - 海賊戦隊ゴーカイジャー（2011年 - 2012年） - チーフプロデューサー
  - 烈車戦隊トッキュウジャー（2014年 - 2015年） - チーフプロデューサー
  - 動物戦隊ジュウオウジャー（2016年 - 2017年） - チーフプロデューサー
  - 快盗戦隊ルパンレンジャーVS警察戦隊パトレンジャー（2018年 - 2019年） - チーフプロデューサー
- 仮面ライダーシリーズ
  - 仮面ライダー555（2003年 - 2004年） - プロデュース
  - 仮面ライダー剣（2004年 - 2005年） - プロデュース
  - 仮面ライダーキバ（2008年 - 2009年） - プロデュース
  - 仮面ライダーディケイド 第24話・第25話（2009年） - 共同プロデュース
  - 仮面ライダーウィザード（2012年 - 2013年） - チーフプロデューサー

#### テレビスペシャル
- 烈車戦隊トッキュウジャーVS仮面ライダー鎧武 春休み合体スペシャル（2014年） - チーフプロデューサー

### 映画
- スーパー戦隊シリーズ
  - 忍風戦隊ハリケンジャー シュシュッと THE MOVIE（2002年） - プロデューサー補
  - 魔法戦隊マジレンジャー THE MOVIE インフェルシアの花嫁（2005年） - プロデュース
  - 轟轟戦隊ボウケンジャー THE MOVIE 最強のプレシャス（2006年） - プロデュース
  - 電影版 獣拳戦隊ゲキレンジャー ネイネイ!ホウホウ!香港大決戦（2007年） - プロデュース
  - 侍戦隊シンケンジャー 銀幕版 天下分け目の戦（2009年） - チーフプロデューサー
  - 侍戦隊シンケンジャーVSゴーオンジャー 銀幕BANG!!（2010年） - チーフプロデューサー
  - ゴーカイジャー ゴセイジャー スーパー戦隊199ヒーロー大決戦（2011年） - チーフプロデューサー
  - 海賊戦隊ゴーカイジャー THE MOVIE 空飛ぶ幽霊船（2011年） - チーフプロデューサー
  - 烈車戦隊トッキュウジャー THE MOVIE ギャラクシーラインSOS（2014年） - チーフプロデューサー
  - 烈車戦隊トッキュウジャーVSキョウリュウジャー THE MOVIE（2015年） - チーフプロデューサー
  - 劇場版 動物戦隊ジュウオウジャー ドキドキサーカスパニック!（2016年） - チーフプロデューサー
  - 劇場版 動物戦隊ジュウオウジャーVSニンニンジャー 未来からのメッセージ from スーパー戦隊（2017年） - チーフプロデューサー
  - 快盗戦隊ルパンレンジャーVS警察戦隊パトレンジャー en film（2018年） - チーフプロデューサー
- 仮面ライダーシリーズ
  - 劇場版 仮面ライダー555 パラダイス・ロスト（2003年） - プロデュース
  - 劇場版 仮面ライダー剣 MISSING ACE（2004年） - プロデュース
  - 劇場版 仮面ライダー電王&キバ クライマックス刑事（2008年） - プロデュース
  - 劇場版 仮面ライダーキバ 魔界城の王（2008年） - プロデュース
  - 仮面ライダーフォーゼ THE MOVIE みんなで宇宙キターッ!（2012年力） - 「仮面ライダーウィザード」ユニット プロデュース協力
  - 仮面ライダー×仮面ライダー ウィザード&フォーゼ MOVIE大戦アルティメイタム（2012年） - チーフプロデューサー
  - 劇場版 仮面ライダーウィザード in Magic Land（2013年） - チーフプロデューサー
  - 仮面ライダー×仮面ライダー 鎧武&ウィザード 天下分け目の戦国MOVIE大合戦（2013年） - チーフプロデューサー
- スーパーヒーロー大戦シリーズ
  - 仮面ライダー×スーパー戦隊 スーパーヒーロー大戦（2012年） - 協力プロデューサー
  - 仮面ライダー×スーパー戦隊×宇宙刑事 スーパーヒーロー大戦Z（2013年） - 協力プロデュース
  - 平成ライダー対昭和ライダー 仮面ライダー大戦 feat.スーパー戦隊（2014年） - 協力プロデュース
  - 仮面ライダー×スーパー戦隊 超スーパーヒーロー大戦（2017年） - 協力プロデューサー
- 海賊戦隊ゴーカイジャーVS宇宙刑事ギャバン THE MOVIE（2012年） - チーフプロデューサー

### オリジナルビデオ
- 未来戦隊タイムレンジャー スーパービデオ 最強ヒーロー全ひみつ（2000年） - プロデュース
- 百獣戦隊ガオレンジャー スーパービデオ 対決!ガオレンジャーVSガオシルバー 炎のピヨちゃんたんじょう!（2001年） - プロデュース
- 忍風戦隊ハリケンジャーVSガオレンジャー（2003年） - プロデューサー補
- 魔法戦隊マジレンジャーVSデカレンジャー（2006年） - プロデューサー
- 轟轟戦隊ボウケンジャーVSスーパー戦隊（2007年） - プロデューサー
- 獣拳戦隊ゲキレンジャーVSボウケンジャー（2008年） - プロデューサー
- 帰ってきた侍戦隊シンケンジャー 特別幕（2010年） - チーフプロデューサー
- 忍風戦隊ハリケンジャー 10 YEARS AFTER（2013年） - 宣伝応援
- 行って帰ってきた烈車戦隊トッキュウジャー 夢の超トッキュウ7号（2015年） - チーフプロデューサー
- 帰ってきた動物戦隊ジュウオウジャー お命頂戴!地球王者決定戦（2017年） - チーフプロデューサー
- ルパンレンジャーVSパトレンジャーVSキュウレンジャー（2019年8月21日発売） - チーフプロデューサー

### その他
- 小学館特製ビデオ テツワン探偵ロボタック ワンダービデオ ジシャックチェンジまるわかり（1998年） - 制作デスク
- パワーレンジャー SAMURAI（2013年 - 2014年） - 日本語版プロデュース
- パワーレンジャー SUPER SAMURAI（2014年） - 日本語版プロデュース
- パワーレンジャー・スーパーメガフォース（2016年 - 2017年） - 日本語字幕版監修

### ゲーム監修
- 仮面ライダークウガ
- 仮面ライダーアギト
- 百獣戦隊ガオレンジャー
- 忍風戦隊ハリケンジャー